# Torneo di Wimbledon 1933
Il Torneo di Wimbledon 1933 è stata la 53ª edizione del Torneo di Wimbledon e terza prova stagionale dello Slam per il 1933. Si è giocato sui campi in erba dell'All England Lawn Tennis and Croquet Club di Wimbledon a Londra in Gran Bretagna. Il torneo ha visto vincitore nel singolare maschile l'australiano Jack Crawford che ha sconfitto in finale in cinque set lo statunitense Ellsworth Vines con il punteggio di 4–6 11-9 6–2 2–6 6–4. Nel singolare femminile si è imposta la statunitense Helen Wills Moody, che ha battuto in finale in tre set la britannica Dorothy Round Little. Nel doppio maschile hanno trionfato Jean Borotra e Jacques Brugnon; il doppio femminile è stato vinto dalla coppia formata da Simonne Mathieu e Elizabeth Ryan e nel doppio misto hanno vinto Hilde Sperling con Gottfried von Cramm.

## Risultati

### Singolare maschile
Jack Crawford ha battuto in finale  Ellsworth Vines con il punteggio di 4–6 11-9 6–2 2–6 6–4.

### Singolare femminile
Helen Wills Moody ha battuto in finale  Dorothy Round Little con il punteggio di 6–4, 6–8, 6–3.

### Doppio maschile
Jean Borotra /  Jacques Brugnon hanno battuto in finale  Ryōsuke Nunoi /  Jiro Satoh con il punteggio di 4–6, 6–3, 6–3, 7–5.

### Doppio femminile
Simonne Mathieu /  Elizabeth Ryan hanno battuto in finale  Freda James /  Billie Yorke con il punteggio di 6–2, 9-11, 6–4.

### Doppio misto
Hilde Krahwinkel /  Gottfried von Cramm hanno battuto in finale  Mary Heeley /  Norman Farquharson con il punteggio di 7–5, 8–6.